# Lanzoprazol
A lanszoprazol a gyomor parietális sejtben a protonpumpa-működésnek specifikus gátlószere. A gyomorsavtermelés végső fázisát a gyomor parietális sejtjeiben a H+/K+ ATPáz aktivitás inhibitoraként gátolja. A gátlás dózisfüggő és reverzibilis, a hatás a bazális és a stimulált gyomorsav-szekréció esetében egyaránt fellép. A lanszoprazol a parietális sejtekben koncentrálódik és savas környezetben válik aktívvá, amikor reakcióba lép H+/K+ATPáz enzim szulfhidril csoportjaival, gátolva az enzimaktivitást.

## Hatása
A lanszoprazolt az alábbiak kezelésére használják:
- Gyomor- és nyombélfekélyek, valamint NSAID-ok okozta fekélyek
- Helicobacter pylori fertőzés, antibiotikumokkal együtt (kiegészítő kezelés), a fekélyeket vagy más problémákat okozó H. pylori elpusztítására irányuló kezelés két másik gyógyszerrel együtt, amelyeket a "háromszori terápia" néven ismernek, és amelyeket naponta kétszer kell bevenni 10 vagy 14 napig: lanszoprazol, amoxicillin és klaritromicin
- Gasztroözofágiális refluxbetegség[4]

## Mellékhatások
Gyakori mellékhatások közé tartozik a székrekedés, hasi fájdalom és émelygés. Komoly mellékhatások közé tartozhat a csontritkulás, alacsony vérmagnéziumszint, Clostridium difficile fertőzés és tüdőgyulladás.

## Védjegyezettnevű készítmények
- Lansogen Generics UK
- Lanstopol KRKA d.d.